# Brownsea Island
Brownsea Island is het grootste van acht eilanden in Poole Harbour in het Engelse graafschap Dorset. Het eiland is 2,4 km lang en 1,2 km breed en is eigendom van de Britse National Trust. Een groot deel van het eiland is toegankelijk voor het publiek. Het eiland kan bereikt worden met de veerboot of met eigen boot.
Het noordelijk deel van het eiland is een natuurreservaat en vormt een belangrijk habitat voor vogels. Onder andere de kluut, blauwe reiger, grote stern, visdief en kleine zilverreiger hebben hier hun broedplaatsen. Dit deel van het eiland is beperkt toegankelijk. Tevens leeft er een populatie blauwe pauwen en zwemt er af en toe een sikahert over van het vasteland. Het eiland heeft als een van de weinige plekken van Engeland nog een populatie rode eekhoorns, op het vasteland is de rode eekhoorn op veel plaatsen verdreven door de grijze eekhoorn.
Op het eiland is ook een kasteel te vinden dat tegenwoordig in gebruik is als vakantie-accommodatie.

## Scouting
Van 1 tot 9 augustus 1907 organiseerde Lord Baden-Powell op het eiland voor 20 jongens het eerste, experimentele scoutingkamp. De daarop volgende publicatie van zijn Scouting for Boys markeerde de start van de Scoutingbeweging.
Het eiland is een bedevaartsoord voor scouts. Op het eiland mogen alleen mensen die lid zijn van scouting op de aangewezen velden kamperen.
Op 1 augustus 2007 werd op het eiland het honderdjarig bestaan van scouting gevierd. Een delegatie van scouts, van verschillende nationaliteiten, kampeerde twee nachten op het eiland. De jongens en meisjes kwamen van de 21e wereldjamboree 2007 in Chelmsford, Essex.
Bij het kampeerterrein is ook de bekende 'Scout Stone' en een Trading Post waar je badges en andere scoutingdingen kunt kopen of ruilen.